# Ora legale nel mondo
     Paesi in cui vige l'ora legale
     Paesi che in passato usavano l'ora legale
     Paesi che non hanno mai usato l'ora legale

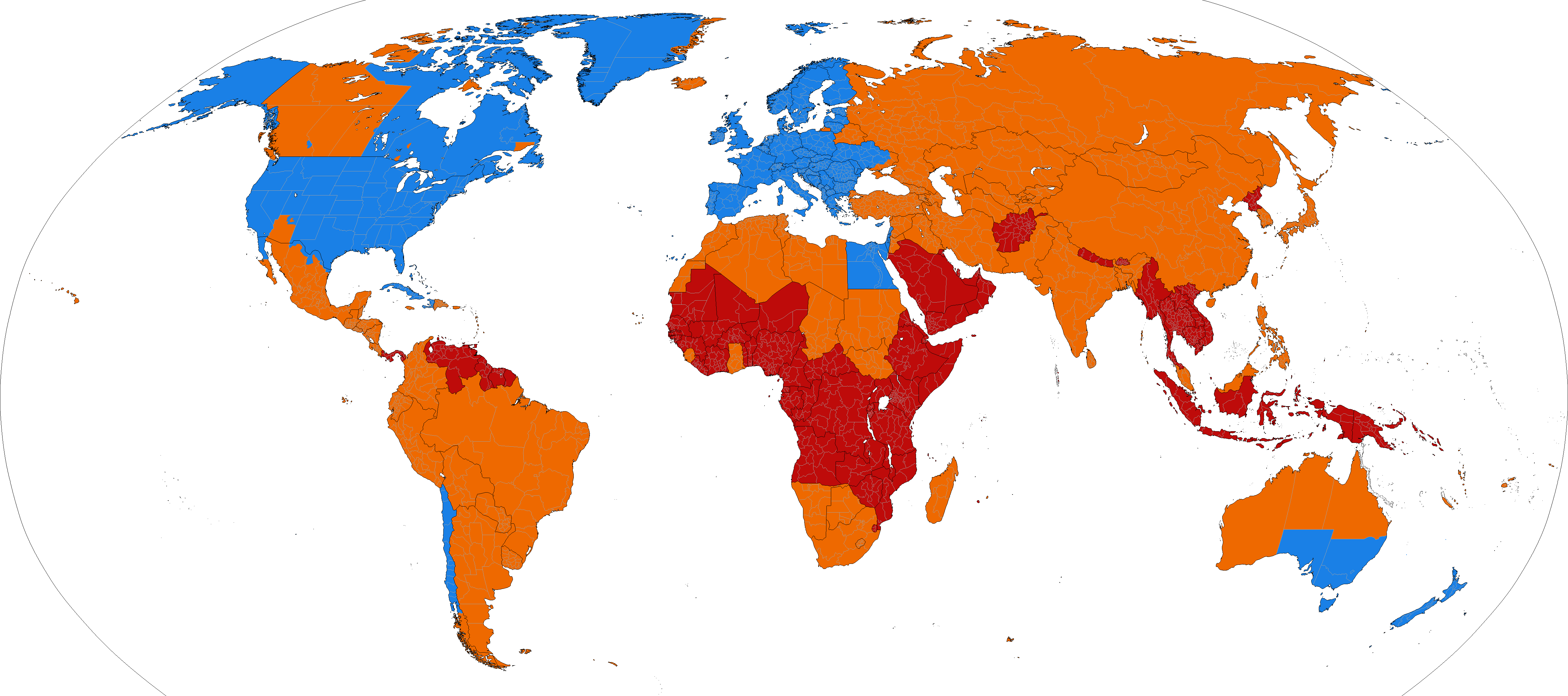
Paesi in cui vige l'ora legale
Paesi che in passato usavano l'ora legale
Paesi che non hanno mai usato l'ora legale

La maggior parte del Nord America e dell'Europa utilizza l'ora legale, mentre la maggior parte di Africa e Asia non la usa. In Sudamerica vige una situazione mista, in cui la maggior parte dei Paesi (specie quelli vicini all'Equatore) non usa l'ora legale mentre in Cile, Paraguay e Uruguay è applicata. L'Oceania ha una situazione analoga: la Nuova Zelanda e le regioni meridionali dell'Australia usano l'ora legale, mentre il resto degli Stati non la applica.

## Nord America
Ogni zona del Nord America segue generalmente la medesima procedura per ogni zona, applicando all'ora legale a partire dalla seconda domenica di marzo, con uno spostamento d'orario dalle 2:00 alle 3:00 ora locale, e torna all'ora solare la prima domenica di novembre, con uno spostamento d'orario dalle 2:00 all'1:00 ora locale; questo metodo è in vigore dal 2007, mentre in precedenza l'ora legale durava quattro o cinque settimane in meno.
La provincia canadese di Terranova e Labrador fa eccezione, in quanto il cambio di orario avviene, in entrambi i casi, un minuto dopo la mezzanotte. Nel 1988, la stessa provincia ha effettuato l'esperimento della doppia ora legale, avanzando le lancette dell'orologio di due ore anziché una.

### Stati Uniti

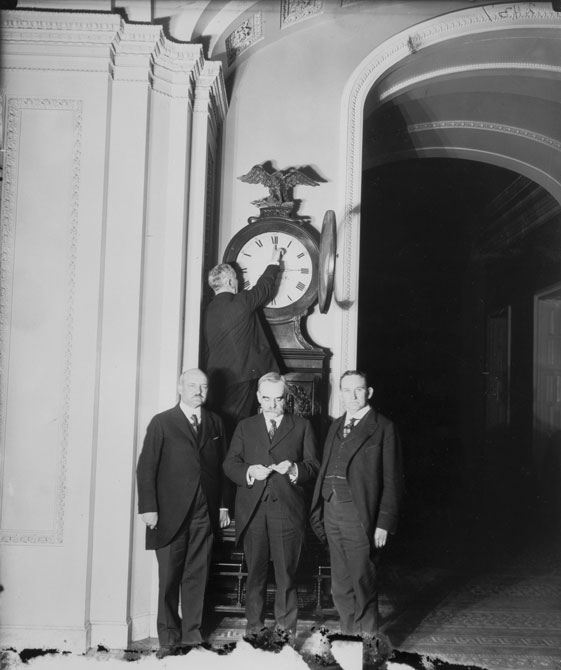
Le lancette dell'Ohio Clock al Campidoglio statunitense vengono portate avanti di un'ora per la prima applicazione dell'ora legale, nel 1918

La maggior parte degli Stati attualmente applica l'ora legale; fanno eccezione l'Arizona, le Hawaii, i territori di Porto Rico, le Isole Vergini, le Samoa Americane, Guam e le Isole Marianne Settentrionali. In Arizona, la Nazione Navajo usa l'ora solare, così come la Bassa California del sud.
Dal 1987 al 2006, l'ora legale iniziava la prima domenica di aprile e terminava l'ultima domenica di ottobre; il passaggio avveniva alle 2:00 locali.
A causa dell'Energy Policy Act del 2005, l'ora legale negli Stati Uniti è stata estesa dal 2007, portando il suo inizio alla seconda domenica di marzo (tre o quattro settimane prima rispetto alle regole precedenti) e la sua fine alla prima domenica di novembre (una settimana dopo rispetto alle regole precedenti); il passaggio avviene ancora secondo le regole precedenti. Questo cambiamento ha portato all'estensione dell'ora legale per quattro settimane (cinque negli anni in cui il mese di marzo ha cinque domeniche) rispetto agli anni precedenti.
I fusi orari degli Stati Uniti sono:
| Zona oraria               | Ora solare    | Ora legale                       |
| ------------------------- | ------------- | -------------------------------- |
| Eastern Time Zone         | EST (UTC-5)   | EDT (UTC-4)                      |
| Central Time Zone         | CST (UTC-6)   | CDT (UTC-5)                      |
| Mountain Time Zone        | MST (UTC-7)   | MDT (UTC-6)                      |
| Pacific Time Zone         | PST (UTC-8)   | PDT (UTC-7)                      |
| Alaska Time Zone          | AKST (UTC-9)  | AKDT (UTC-8)                     |
| Hawaii-Aleutian Time Zone | HAST (UTC-10) | Le Hawaii non usano l'ora legale |

### Canada
In Canada, l'ora è sotto il controllo delle province e non della Federazione. Sin dalla fine degli anni settanta, le province e i territori hanno allineato le loro regole sull'ora legale a quelle usate dagli Stati Uniti, anche quando questi ultimi hanno cambiato le regole nel 2007 (a eccezione di Saskatchewan, in cui vige un orario avanzato di un'ora tutto l'anno rispetto al proprio fuso orario di appartenenza).

#### Columbia Britannica
La maggior parte della Columbia Britannica è nel fuso orario Pacific Time e usa l'ora legale, con le seguenti eccezioni:
- Parte del distretto regionale di Peace River (incluse le comunità di Chetwynd, Dawson Creek, Hudson's Hope, Fort St. John, Taylor e Tumbler Ridge) appartiene al fuso orario Mountain Time, adottando, quindi, una sorta di ora legale tutto l'anno rispetto al resto della provincia;
- Il distretto regionale di East Kootenay (incluse le comunità di Cranbrook, Fernie, Golden e Invermere) è nel fuso orario Mountain Time e applica l'ora legale (avendo, quindi, lo stesso orario di Edmonton); un'eccezione è Creston, che rimane tutto l'anno con l'orario del fuso Mountain Time.

#### Nunavut
Mentre il resto del territorio applica l'ora legale, l'isola di Southampton, inclusa Coral Harbour, rimane con il fuso orario Eastern Standard Time tutto l'anno.

#### Ontario
La maggior parte dell'Ontario osserva l'ora legale. Il lago Pickle, New Osnaburgh e Atikokan, tre comunità situate nella Central Time Zone (Ontario nordoccidentale) usano l'ora legale tutto l'anno, con l'effetto di usare il Central Time durante la stagione estiva turistica e l'Eastern Time durante l'inverno (senza spostare le lancette dell'orologio)

#### Québec
La maggior parte del Quebec usa l'ora legale. Le estremità meridionali di Côte-Nord, a est dei 63° longitudine ovest, sono nell'Atlantic Time Zone ma non usano l'ora legale, di conseguenza l'orario coincide con quello della provincia solo nei mesi in cui è vigore nel resto del Quebec l'ora legale. Nonostante le località a est di 63° ovest adottino ufficialmente l'Atlantic Time, le locali popolazioni adottano l'Eastern Time, come le popolazioni a est del fiume Natashquan, e quindi anche l'ora legale, compresa l'isola d'Anticosti, che è divisa dal 63º meridiano.

#### Saskatchewan
La provincia è ufficialmente parte della zona oraria centrale (UTC-6), zona oraria progettata nel 1966, quando il Saskatchewan Time Act è stato approvato per standardizzare l'orario della provincia; ciò ha portato in pratica all'adozione permanente dell'ora legale tutto l'anno, dato che dal punto di vista geografico la provincia ricadrebbe nel fuso orario UTC-7.
L'atto costitutivo della città di Lloydminster, che si trova sul confine fra Saskatchewan e Alberta, le dà un'esenzione speciale: la città e la regione immediatamente confinante nella provincia del Saskatchewan sono alla stessa ora dell'Alberta (Mountain Standard Time), ma senza ora legale, legandosi così d'estate all'ora del Saskatchewan. Lungo il confine con il Manitoba, le città di Denare Beach e Creighton usano l'ora legale, seppure in modo non ufficiale, avendo quindi lo stesso fuso orario della provincia confinante.

### Cuba
L'isola adotta l'ora legale da marzo a ottobre, anche se le date esatte variano di anno in anno; per due anni, Cuba ha adottato l'ora legale tutto l'anno.

### Dominica
Il Paese, così come altri Paesi caraibici, non adotta l'ora legale.

### Groenlandia
L'isola (a eccezione di Danmarkshavn e Pituffik) adotta l'ora legale, usando le convenzioni europee (inizio alle ore 1:00 UTC l'ultima domenica di marzo e fine alle ore 1:00 UTC l'ultima domenica d'ottobre). Le aree più popolate si trovano nel fuso orario UTC-3 (UTC-2 d'estate).

### Messico
Il Messico ha adottato l'ora legale su scala statale nel 1996, anche nelle regioni tropicali, a causa dell'incremento dei legami economici con gli Stati Uniti. Nonostante il cambio di schema per l'ora legale adottato dal Paese all'inizio del 2007, la maggior parte del Messico non ha seguito il cambiamento, rimanendo sullo schema che prevede l'inizio dell'ora legale la prima domenica di aprile e la fine l'ultima domenica d'ottobre.
Nel dicembre del 2009, il Congresso Messicano ha permesso a dieci città poste al confine con gli Stati Uniti di seguire il loro schema di ora legale al posto di quello statale; le città sono:
- Matamoros
- Reynosa
- Nuevo Laredo
- Anáhuac
- Ciudad Acuña
- Piedras Negras
- Ojinaga
- Ciudad Juárez
- Mexicali
- Tijuana

#### Bassa California
Lo Stato della Bassa California ha adottato l'ora legale diversi decenni fa e, fino al 1996, è stato l'unico Stato del Messico a farlo. Dal 2010 segue il calendario d'adozione degli Stati Uniti, a causa dei forti legami con la California. Il resto del Messico segue il calendario statale, usato in precedenza da Stati Uniti e Canada.

#### Sonora
Lo Stato di Sonora non adotta l'ora legale dal 1998 per adattarsi alla vicina Arizona, con cui sono intessute importanti relazioni economiche.

#### Isole
Le Isole Marías e l'arcipelago di Revillagigedo non adottano l'ora legale, mentre l'isola Clarión usa il fuso orario UTC-8 tutto l'anno, rendendo così il Messico uno Stato con quattro diversi fusi orari durante l'adozione dell'ora legale.

## America centrale

### Guatemala
Ha usato l'ora legale volta per volta per motivi di risparmio energetico; l'ultima adozione è stata nel 2006, iniziando il 30 aprile e terminando il 1º ottobre.

### Honduras
Honduras ha usato solo due volte l'ora legale: da maggio a settembre del 1994 e dal 7 maggio al 7 agosto 2006, il periodo di adozione più breve in assoluto nell'emisfero Nord.

### Nicaragua
Nicaragua ha adottato l'ora legale dal 1º gennaio 1992 al 20 febbraio 1994, dal 10 aprile al 2 ottobre 2005 e dal 30 aprile al 1º ottobre 2006 per motivi di risparmio energetico, abbandonandola successivamente.

## Europa
Quasi tutti i Paesi europei adottano l'alternanza tra ora solare e ora legale, applicando in maniera uniforme lo stesso calendario, che prevede l'inizio dell'ora legale l'ultima domenica di marzo e la fine l'ultima domenica di ottobre, e il cambio orario all'1:00 UTC, indipendentemente dal fuso orario del Paese. Fanno eccezione solo l'Islanda, che ha scelto di utilizzare l'ora legale tutto l'anno, e la Russia che, dopo aver attuato l'espediente di abolire l'ora solare rimanendo con l'ora legale permanente, ed essendo seguita in questa prima decisione dalla Bielorussia, dal 2014 è tornata a utilizzarla per tutto l'anno. La Turchia ha abolito l'ora solare nel settembre 2016, adottando il fuso orario UTC+3 tutto l'anno al posto del fuso orario UTC+2 che vi spetterebbe data la posizione geografica.
Prima del 1996 l'ora legale terminava in molti Paesi europei l'ultima domenica di settembre, mentre solo nel Regno Unito e in Irlanda finiva come accade oggi l'ultima domenica di ottobre.

### Bulgaria
L'ora legale è stata introdotta nel Paese nel 1979 tramite un'emanazione del locale Consiglio dei Ministri; viene usato il regolamento UE per l'inizio e la fine del periodo di applicazione dell'ora legale.

### Francia e Spagna
I due paesi sono attraversati dal meridiano di Greenwich e, pertanto, in origine adottavano il Greenwich Mean Time. In entrambi gli stati l'ora legale fu introdotta durante la prima guerra mondiale, per poi usarla in modo intermittente nei due decenni successivi. L'arrivo delle truppe naziste nei due paesi ne comportò l'utilizzo fisso per tutto l'anno, in modo da coordinarsi con gli orologi di Berlino; dopo la fine della seconda guerra mondiale il nuovo orario apparve utile al di là dei motivi che l'avevano generato e fu quindi mantenuto, spostando i due stati dal proprio fuso orario naturale. Quando negli anni settanta la CEE cominciò a promuovere il coordinamento del cambio dell'ora in tutta l'Europa occidentale, l'ulteriore spostamento estivo delle lancette portò i due Paesi ad avere nei fatti, durante la bella stagione, una doppia ora legale.

### Italia
Il Paese ha adottato in modo intermittente l'ora legale, nei periodi tra il 1916 e il 1920 e tra il 1940 e il 1948, per poi adottarla in modo stabile su tutto il territorio dal 1966. Dal 1996 viene usato il regolamento UE per l'inizio e la fine del periodo d'applicazione.

### Norvegia
L'ora legale (localmente nota come "ora estiva") è stata introdotta nel 1916, tra il 1940 e il 1945 e tra il 1959 e il 1965, sospendendola su proposta del Parlamento. È stata reintrodotta nel 1980 e viene usato il regolamento UE per l'inizio e la fine del periodo di applicazione dell'ora legale.

### Portogallo
Nel Paese l'ora legale, localmente nota come "Hora de Verão" (ora estiva), è stata introdotta nel 1916, con interruzioni nel 1922, 1923, 1925, 1930, 1933 e dal 1967 al 1975.
Per molti anni l'ora ufficiale a Madera è stata un'ora indietro rispetto a quella della capitale e quella delle Azzorre due ore indietro; a oggi, l'ora a Madeira è la stessa della capitale e quella delle Azzorre un'ora indietro.

### Romania
L'ora legale è stata introdotta in Romania nel 1932 (dal 22 maggio al 2 ottobre); tra il 1933 e il 1940 è stata applicata tra la prima domenica di aprile e la prima domenica di ottobre. È stata abbandonata nel 1941 per essere reintrodotta nel 1979. Fino al 1996, tranne alcune volte, è stata applicata tra la fine di marzo e quella di settembre; dal 1997 viene usato il regolamento UE per l'inizio e la fine del periodo di applicazione dell'ora legale.

### Russia
In Russia l'ora legale è stata introdotta per la prima volta il 1º luglio 1917 per decreto del Governo provvisorio russo e abbandonata tramite un decreto del Consiglio dei commissari del popolo cinque mesi dopo, applicato il 27 dicembre dello stesso anno.
È stata poi reintrodotta in era sovietica il 1º aprile 1981, per decisione del Consiglio dei ministri sovietico, e la pratica è continuata anche dopo lo scioglimento dell'URSS; sono state adottate le stesse regole dei Paesi europei, con l'unica differenza che il cambio di orario avveniva alle 2:00 ora locale.
L'8 febbraio 2011, l'allora presidente della federazione russa Dmitrij Medvedev ha annunciato l'abolizione dell'ora solare sul territorio russo, disponendo l'ultimo avanzamento di orario per il mese successivo, decisione revocata nel 2014 dal presidente Vladimir Putin, che ha imposto l'abbandono dell'ora legale a favore dell'ora solare permanente. In Russia risultano quindi 11 fusi orari, in quanto cinque regioni (Udmurtia, Kamčatka, Čukotka e gli oblast' di Kemerovo e Samara) sono rimaste all'ora legale permanente mentre le due regioni di recente acquisizione (Repubblica di Crimea e città federale di Sebastopoli) hanno adottato l'orario di Mosca.

### Svezia
In Svezia l'ora legale è stata usata per la prima volta il 15 maggio 1916, ritornando all'ora standard il 30 settembre dello stesso anno a causa della sua impopolarità. Non verrà adottata nuovamente fino al 6 aprile 1980; a partire da quell'anno (con l'eccezione del 1980 per la data d'inizio dell'adozione) verrà adottata stabilmente dall'ultima domenica di marzo all'ultima domenica di settembre dal 1980 al 1995, mentre dal 1996 il periodo di adozione termina l'ultima domenica di ottobre, seguendo le regole UE sull'ora legale.

### Svizzera
L'ultimo Paese in Europa ad adottare l'ora legale nel 1981 è stata la Svizzera, a causa dell'opposizione degli allevatori locali, che hanno anche promosso referendum abrogativi in merito. Dal 1996 viene usato il regolamento UE per l'inizio e la fine del periodo di applicazione dell'ora legale.

### Turchia
L'ora legale (conosciuta localmente come "ora estiva") è stata introdotta nel Paese nel 1947, ma è stata sospesa dal 1965 al 1972; dal 1974 viene usato il regolamento UE per l'inizio e la fine del periodo di applicazione dell'ora legale.
Nel 2008, il Ministro dell'Energia turco aveva proposto l'abolizione dell'ora legale, passando al fuso orario UTC +2,5, inizialmente dal 2009, poi dal 2011 data l'impossibilità di inizio nel 2009. Il piano non è stato comunque attuato.
Nel 2011, l'inizio del periodo d'applicazione dell'ora legale è stato posticipato di 24 ore per non interferire sugli esami di ammissione alle università statali, tenutisi quell'anno il 27 marzo.
Nel 2014, il premier turco Erdoğan ha deciso di rinviare di 24 ore l'adozione dell'ora legale per evitare confusione durante le elezioni amministrative.
Nel 2016, il governo turco ha abolito l'ora solare, adottando il fuso orario UTC+3 tutto l'anno al posto del fuso orario UTC+2 che spetterebbe per via della posizione geografica.

### Slovenia
Il Paese ha iniziato l'adozione dell'ora legale (localmente nota come "Poletni čas") il 16 novembre 1982 quando ancora faceva parte della Jugoslavia; la prima modifica è avvenuta nel 1996, quando la fine del periodo di adozione dell'ora legale passa dalla prima all'ultima domenica di ottobre. Nel 2006, viene usato il regolamento UE per l'inizio e la fine del periodo di applicazione dell'ora legale.

### Altri Paesi europei
- Bielorussia, nel 2011 ha seguito la Russia nella decisione dell'abolizione dell'ora solare, adottando il fuso orario UTC+3 tutto l'anno al posto del fuso orario UTC+2 che spetterebbe per via della posizione geografica.
- Islanda, dal 1968 adotta il fuso orario UTC tutto l'anno al posto del fuso orario UTC-1 che spetterebbe per via della posizione geografica.

## Africa

### Egitto
La prima introduzione dell'ora legale nel Paese è stata durante la seconda guerra mondiale; interrotta dopo il conflitto, è stata riapplicata nel 1957. L'ora legale era solitamente applicata fra l'ultimo giovedì di aprile e l'ultimo giovedì di settembre, passando così al fuso orario UTC+3; il cambio di orario avveniva a mezzanotte (ora locale), saltando dalle 23:59 all'1:00 all'inizio del periodo di ora legale e dalle 23:59 alle 23:00 alla fine del periodo di ora legale.
A causa del mese di ramadan il periodo di applicazione dell'ora legale è terminato anzitempo dal 2006 al 2009, mentre nel 2010 l'ora legale è stata interrotta per riprendere subito dopo.
Il 20 aprile 2011 il governo di transizione, durante il periodo della primavera araba, ha abolito l'ora legale nel Paese.

### Libia
Nel 1989 il regime di Muʿammar Gheddafi aveva deciso di abolire l'ora solare, mantenendo tutto l'anno il paese un'ora avanti rispetto al moto del sole. Dopo la rivoluzione libica, nel 2012 il governo transitorio ha invece deciso di adeguare la Libia al calendario dell'Europa, salvo utilizzare come giorno di cambio anziché la domenica il venerdì, essendo questo il giorno festivo nei paesi islamici. Dal 2013 si è tornati all'ora legale permanente.

### Mauritius
L'ora legale iniziava nel Paese l'ultima domenica di ottobre e terminava l'ultima domenica di marzo; non è applicata dal 2009.

### Marocco
Dal 2022 si è tornati all'ora legale permanente. Così come accadeva in Egitto, l'ora legale viene sospesa durante il mese del Ramadan.

### Namibia
Trovandosi nell'emisfero australe, la Namibia è l'unico paese africano a usare l'ora legale in maniera inversa, utilizzandola da inizio settembre e abbandonandola sette mesi dopo, all'inizio di aprile. Dal 2017 si è tornati all'ora legale permanente.

### Tunisia
L'ora legale è stata adottata per la prima volta nel Paese il 1º maggio 2005, usando le stesse regole dei Paesi dell'Unione europea, per promuovere il risparmio energetico; l'applicazione è durata fino al 2009, quando è stata abolita e si è deciso di mantenere tutto l'anno l'ora solare.

## Sud America

### Argentina
Il Paese ha in passato adottato l'alternanza fra ora solare e legale, decidendo i periodi di inizio e fine applicazione anno per anno con decreti governativi; la provincia di San Luis ha smesso l'adozione dell'ora solare, rimanendo tutto l'anno con il fuso orario UTC-3, lo stesso del resto del Paese da quando si è decisa l'ora legale permanente.

### Brasile
Il Paese ha adottato l'ora legale (chiamata horário de verão—"ora estiva"—in portoghese) per la prima volta nel 1931, e la usa in modo continuo dal 1985 negli stati meridionali (regioni meridionali, sud-orientali e centro-occidentale), e dal 2003 nello stato di Bahia. In passato, le date di inizio e fine del periodo di adozione dell'ora legale erano variabili, ma dal 2008 al 2017 un decreto ha stabilito che il periodo di adozione dell'ora legale inizia a mezzanotte della terza domenica di ottobre e termina alla mezzanotte della terza domenica di febbraio (se cadere nella settimana del Carnevale la fine è posticipata per una settimana). Dal 2018, un nuovo decreto ha stabilito che l'inizio del periodo di adozione dell'ora legale verrà posticipata alla mezzanotte della prima domenica di novembre, ma la fine del periodo di adozione dell'ora legale continuerà a essere alla mezzanotte della terza domenica di febbraio (o della quarta domenica se il Carnevale cadere in il terzo martedì di febbraio).
Tuttavia, nell'aprile 2019, il presidente Jair Bolsonaro ha deciso di abolire l'ora legale in tutta la nazione, considerando non sostanziale il risparmio energetico indotto.

### Cile
Il Paese adotta l'ora legale dalla seconda domenica di ottobre alla seconda domenica di marzo, ma i periodo di adozione sono spesso soggetti a variazioni; nel 2008, ad esempio, il periodo di adozione dell'ora legale è terminato alla mezzanotte del 30 marzo. Nel 2010, a causa del terremoto, il periodo di adozione dell'ora legale è terminato il 3 aprile, mentre nel 2011, per prevenire crisi energetiche dovute all'estate secca, il periodo d'adozione dell'ora legale è stato dapprima esteso fino al 2 aprile e poi fino al 7 maggio.

### Colombia
Dal febbraio del 1992 al marzo dell'anno seguente, la Colombia ha sofferto di continui blackout che duravano fino a 10 ore al giorno a causa di El Niño, che ha impedito la produzione di energia elettrica agli impianti idroelettrici (che costituivano il 70% della produzione energetica statale; di conseguenza, il governo ha deciso di adottare l'ora legale per risparmiare energia elettrica, ma l'esperimento è fallito e non ha avuto seguito.

### Ecuador
Il Presidente Sixto Durán Ballén ha imposto l'ora legale nel 1992 per risparmiare energia elettrica, ma non ha avuto successo e quindi l'anno successivo si è tornati all'ora solare.

### Isole Falkland
L'ora legale ha adottata dalla prima domenica di settembre alla terza di aprile. Dal 2010 si è tornati all'ora legale permanente.

### Paraguay
Il Paese adotta l'ora legale tramite il decreto 1867 del 5 marzo 2004, nel periodo compreso fra la terza domenica di ottobre e la seconda di marzo. Nel 2010 il periodo di adozione viene prolungato fino alla seconda domenica di aprile.

### Uruguay
Dal 2004, il Paese ha adottato l'ora legale; dal 2006, il periodo di adozione va dalla prima domenica di ottobre alla seconda di marzo.

### Paesi che non adottano l'ora legale in Sud America
- Argentina (per ora legale permanente)
- Bolivia
- Brasile
- Colombia
- Ecuador
- Guyana francese
- Guyana
- Isole Falkland
- Perù
- Suriname
- Venezuela

## Asia
L'ora legale è usata nel continente dai seguenti Stati:
- Cipro
- Israele
- Libano
- Territori governati dall'Autorità Nazionale Palestinese

### Bangladesh
Il Paese ha introdotto l'uso dell'ora legale il 19 giugno 2009, facendo avanzare il Paese al fuso orario UTC+7; alla fine del periodo, il 31 dicembre dello stesso anno, si è tornati al fuso orario originale, UTC+6. L'esperimento non è più stato ripetuto.

### Cina
Il Paese ha adottato l'ora legale dal 1986 al 1992, adottando poi successivamente il fuso orario UTC+8 per l'intero Paese.

### Hong Kong
L'ora legale è stata adottata dal 1948 al 1980, abbandonandola successivamente.

### India
Il paese ha adottato l'ora legale solo nel periodo della guerra.

### Iran
Il Paese ha abbandonato l'ora legale dal 1979 al 1989, quando ne è stato disposto di nuovo l'utilizzo dal primo giorno di Farvardin del calendario persiano all'ultimo di Shahrivar. Nella primavera del 2006 il governo ha disposto l'abbandono dell'ora legale ma nel settembre dell'anno successivo il Parlamento locale ha approvato una legge che ne ripristinava l'uso a partire dall'anno seguente. Nel 2022, il Governo ha abolito l'ora legale.

### Iraq
Dal 2003 al 2007, il Paese ha adottato l'ora legale dal primo venerdì di aprile all'ultimo di settembre; dal 2008 non è più adottata.

### Israele
Il Paese adotta l'ora legale dall'ultimo venerdì antecedente al 2 aprile alle 2:00 della domenica tra Rosh haShana e Yom Kippur. Fino al 2005 non esistevano date fisse: erano stabilite dal Ministero degli Interni, con il limite di minimo 150 giorni all'anno di ora legale.
Nei territori controllati dall'Autorità Nazionale Palestinese l'ora legale termina più tardi rispetto a Israele, causando a volte confusione. Il 5 settembre 1999, alcuni terroristi stavano trasportando due bombe che dovevano esplodere alle 17:30 ora d'Israele ma, essendo state erroneamente impostate per l'esplosione alle 17:30 ora palestinese, sono esplose durante il tragitto, uccidendo i terroristi e facendo guadagnare loro un Darwin Award.

### Giappone
Dal 1948 al 1951, il Paese ha adottato l'ora legale tra maggio e settembre su iniziativa delle forze occupanti statunitensi. L'impopolarità della stessa, che ha portato la popolazione a lamentarsi della diminuzione delle ore di sonno e dell'aumento di quelle di lavoro, ha fatto sì che venisse abolita nel 1952, subito dopo il riacquisto della sovranità in seguito al trattato di San Francisco; da allora non è stata più ripristinata a livello statale.
A partire dai tardi anni novanta ha iniziato a prendere piede un movimento che chiede il ripristino dell'ora legale in Giappone, per ottenere risparmio energetico e l'aumento delle ore ricreative. La regione di Hokkaidō è particolarmente favorevole a questo movimento, in quanto il sole sorge alle 3:30, a causa delle alte latitudini e della posizione a est rispetto al fuso orario giapponese; ciò ha portato, nei primi anni duemila, alla sperimentazione di uno schema di orari di lavoro anticipati di un'ora, pur non effettuando alcuno spostamento delle lancette dell'orologio.
L'ex primo ministro Shinzō Abe ha fatto progressi significativi per l'introduzione dell'ora legale nel Paese, ma senza successo. Non è comunque chiaro se l'ora legale possa portare o meno a un effettivo risparmio energetico, dato che una simulazione del 2007 ha dimostrato che a Osaka, per quanto riguarda gli edifici residenziali, aumenterebbero i consumi energetici dello 0,13%.

### Giordania
Il Paese, posto sul fuso UTC+2, ha adottato l'ora legale dall'ultimo venerdì di marzo all'ultimo di ottobre. Nel 2022, il Governo ha abolito l'ora solare.

### Kazakistan
Il Paese ha smesso di adottare l'ora legale dal 2005, citando come motivi della decisione complicazioni di salute per gli abitanti, produttività ridotta e mancanza di benefici economici.

### Kirghizistan
Il Paese, così come il Kazakistan, ha smesso di adottare l'ora legale dal 2005, votando per mantenere tutto l'anno il fuso orario UTC+6, fuso orario usato precedentemente per l'ora estiva.

### Libano
Il paese adotta le stesse regole dei Paesi europei in tema di ora legale.

### Malaysia
Il Paese ha adottato l'ora legale dal 1º gennaio 1933 al 31 dicembre 1981, quando ne ha smesso l'adozione a favore del Malaysian Standard Time.

### Pakistan
Il Paese ha adottato l'ora legale per la prima volta nel 2002, passando al fuso orario UTC+6 alla mezzanotte della prima domenica di aprile e ritornando al fuso orario UTC+5 alla mezzanotte della prima domenica di ottobre. L'uso successivo è stato dal 1º giugno al 31 agosto 2008, per cercare di risparmiare 4 gigawatt di energia elettrica che altrimenti sarebbero stati risparmiati tramite interruzioni forzate dell'energia elettrica; il governo ha successivamente esteso il periodo di applicazione fino al 31 ottobre, per ricomprendere l'intero mese del Ramadan.

### Filippine
Il Paese ha adottato per la prima volta l'ora legale sotto la presidenza di Corazon Aquino, dal 1986 al 1992, e di Fidel Ramos, dal 1992 al 1998, con lo scopo principale di risparmiare quanta più energia elettrica possibile. Nell'aprile 2006, il locale dipartimento dell'industria e del commercio ha nuovamente proposto l'applicazione dell'ora legale, stavolta per contrastare gli aumenti del prezzo del petrolio.

### Corea del Sud
Il Paese ha adottato l'ora legale dal 1948 al 1951, dal 1955 al 1960 e dal 1987 al 1988, abbandonandola successivamente.

### Siria
Il Paese ha adottato in precedenza l'ora legale (passando al fuso orario UTC+3) dal 30 marzo al 21 settembre (fino al 2006 finiva il 30 settembre). L'ora legale è stata poi applicata dall'ultimo venerdì di marzo all'ultimo di ottobre. Nel 2022, il Governo ha abolito l'ora solare.

### Taiwan
Il Paese ha adottato l'ora legale dal 1945 al 1961, nel 1974 e 1975 e nel 1980, abbandonandola negli anni seguenti.

## Oceania
Nuova Zelanda, Australia, Samoa e Figi sono gli unici Stati del continente in cui è adottata l'ora legale. Essendo collocati nell'emisfero sud, adottano l'ora legale nella primavera ed estate australi.

### Australia

#### Situazione attuale
Attualmente gli Stati di Australia Meridionale, Nuovo Galles del Sud, Tasmania, Victoria e il Territorio della Capitale adottano l'ora legale ogni anno, dalla prima domenica di ottobre alla prima di aprile, mentre gli Stati di Australia Occidentale, Queensland e il Territorio del Nord non la adottano.

#### Storia
L'ora legale è stata usata per la prima volta in Australia durante la prima guerra mondiale ed è stata applicata in tutti gli Stati; ciò si è ripetuto anche in occasione della seconda guerra mondiale. Una siccità in Tasmania nel 1967 ha portato alla reintroduzione dell'ora legale in quello stato durante l'estate, iniziativa ripetuta ininterrottamente da allora; nel 1971, Nuovo Galles del Sud, Vittoria, Queensland, Australia Meridionale, e il Territorio della Capitale l'hanno seguita, mentre Australia Occidentale e il Territorio del Nord no. Il Queensland ha poi abbandonato l'ora legale l'anno successivo.
In origine la Tasmania ha applicato l'ora legale dalla prima domenica di ottobre all'ultima di marzo, mentre gli altri Stati iniziavano il periodo di applicazione nell'ultima domenica di ottobre; ciò è durato fino al 2008, quando tutti gli Stati hanno uniformato il periodo di applicazione dell'ora legale, adottandola tutti dalla prima domenica di ottobre alla prima di aprile.
Il Queensland ha nuovamente applicato l'ora legale dal 1989 al 1992, quando un referendum teso alla conferma definitiva è stato bocciato con il 54.5% di voti contrari; i voti contrari si sono concentrati nelle aree rurali, mentre le aree metropolitane hanno registrato il maggior numero di voti favorevoli.
Nel dicembre del 2008 è stato registrato il Daylight Saving for South East Queensland, partito politico che punta ad applicare una doppia zona oraria, con il South East Queensland che l'adotta mentre la restante parte dello Stato no. Il partito ha partecipato alle elezioni nel Queensland nel 2009 con trentadue candidati, ricevendo l'1% a livello statale e il 2,5% nelle trentadue circoscrizioni elettorali in cui ha presentato i candidati.
Il 14 aprile 2010, appoggiando le idee del movimento, il deputato indipendente Peter Wellington ha chiesto al locale parlamento un referendum per permettere l'applicazione dell'ora legale nel South East Queensland, creando quindi due zone orarie nello stato; due mesi e un giorno dopo il locale parlamento respinge la proposta.
Nell'Australia Occidentale, quattro referendum (1975, 1984, 1992 e 2009) hanno respinto l'introduzione dell'ora legale. Nel 2006, il locale parlamento ha approvato un'introduzione triennale dell'ora legale seguita da un referendum per confermare o meno in maniera permanente l'introduzione; vi è stata, però, una forte opposizione all'iniziativa già dal primo anno e il National Party of Western Australia ha annunciato una campagna per far anticipare il referendum al 2007, che però non è riuscita; il referendum si è tenuto il 16 maggio 2009 e ha portato all'ennesimo respingimento, con una maggioranza più larga rispetto alle precedenti consultazioni. A causa del risultato schiacciante, il Primo Ministro dell'Australia occidentale ha detto che l'argomento non dovrebbe essere discusso per i successivi vent'anni.
Il Territorio del Nord ha sperimentato l'uso dell'ora legale nella prima metà del XX secolo, non usandola più dal 1944.

### Figi
Il Paese ha introdotto di nuovo l'uso dell'ora legale nel 2009, nel periodo tra il 29 novembre e il 26 aprile 2010.

### Hawaii
A causa della latitudine tropicale delle isole, non c'è un'ampia variazione nella lunghezza del giorno fra l'estate e l'inverno; oltretutto, la maggior parte delle isole disabitate si trovano vicinissime al confine occidentale del fuso orario adottato, mentre Oahu, Kauai e Niihau si trovano 7° più a ovest del meridiano di riferimento (e quindi dovrebbero appartenere al fuso orario UTC-11), quindi adottare l'ora legale nelle isole significherebbe far sorgere il sole alle sette del mattino anche a giugno.
Le isole hanno comunque sperimentato l'ora legale per tre settimane, tra il 30 aprile e il 21 maggio 1933, ma non ci sono documenti ufficiali riportanti le motivazioni per cui l'ora legale sia stata implementata o interrotta. Le Hawaii non hanno mai adottato l'ora legale da quando è entrato in vigore l'Uniform Time Act, essendone uscite nel 1967.

### Nuova Zelanda
Dal 30 aprile 2007, l'ora legale inizia alle 2:00 ora locale dell'ultima domenica di settembre ogni anno e termina alla stessa ora della prima domenica di aprile.
L'ora del Paese (e la sua relativa ora legale) è usata da diverse basi antartiche rifornite dalla Nuova Zelanda, il che porta alla conseguenza di adottare un orario avanzato di un'ora rispetto al fuso orario di competenza, sia d'estate che d'inverno; questo orario, seppur non porta vantaggi nel lavoro nelle basi, porta vantaggi nelle comunicazioni con il Paese di riferimento.
Le dipendenze neozelandesi delle Isole Cook, Tokelau e Niue non adottano l'ora legale e sono poste oltre la linea del cambiamento di data, portando quindi a una differenza d'orario rispetto alla Nuova Zelanda tra le 21 e le 23 ore.

### Samoa
Le isole hanno iniziato l'adozione dell'ora legale nel 2010, nel periodo fra l'ultima domenica di settembre e la prima di aprile.

### Territori statunitensi
Le Samoa Americane, Guam e le Isole Marianne Settentrionali, che si trovano tutte in zona tropicale, non adottano l'ora legale.